# Тарасово (Павлово-Посадский городской округ)
Тарасово — деревня в Московской области России. Входит в Павлово-Посадский городской округ. Население — 326 чел. (2010).

## География
Деревня Тарасово расположена в северной части городского округа, примерно в 5 км к северу от города Павловский Посад. Высота над уровнем моря 135 м. В 1 км к югу от деревни находится озеро Данилище. В деревне 1 улица — Совхозная, приписано СНТ Планета. Ближайший населённый пункт — деревня Кузнецы.

## История
В 1926 году деревня входила в Кузнецовский сельсовет Павлово-Посадской волости Богородского уезда Московской губернии.
С 1929 года — населённый пункт в составе Павлово-Посадского района Орехово-Зуевского округа Московской области, с 1930-го, в связи с упразднением округа, — в составе Павлово-Посадского района Московской области.
До муниципальной реформы 2006 года Тарасово входило в состав Кузнецовского сельского округа Павлово-Посадского района.
В начале 2000-х гг. в деревне был сооружён часовенный столб.
Достопримечательностью является "Хрустальный дом", строившийся в течение 16 лет зодчим, бывшим преподавателем Московского приборостроительного института Сергеем Фёдоровичем Панкратовым, включающий башню-флюгер, трёхметровую цветочную вазу на балконе, оранжерею под крышей, карусель во дворе на высоте 5 м от земли. Наследники не стали осуществлять мечту о строительстве бассейна с золотыми рыбками, снесли серебристый глобус с крыши.
С 2004 до 2017 гг. деревня входила в Кузнецовское сельское поселение Павлово-Посадского муниципального района.

## Население
| 1926 | 2002 | 2006 | 2010 |
| ---- | ---- | ---- | ---- |
| 289  | ↗364 | ↗368 | ↘326 |

В 1926 году в деревне проживало 289 человек (131 мужчина, 158 женщин), насчитывалось 56 хозяйств, из которых 53 было крестьянских. По переписи 2002 года — 364 человека (165 мужчин, 199 женщин).